# أليسون روتليدج
أليسون روتليدج (بالإنجليزية: Alison Routledge)‏ هي ممثلة نيوزيلندية، ولدت في 29 أبريل 1960 في نيوزيلندا.

## وصلات خارجية
- أليسون روتليدج على موقع IMDb (الإنجليزية)
- أليسون روتليدج على موقع ألو سيني (الفرنسية)
- أليسون روتليدج على موقع أول موفي (الإنجليزية)
- أليسون روتليدج على موقع قاعدة بيانات الفيلم (الإنجليزية)
- أليسون روتليدج على موقع كينوبويسك (الروسية)